# Хуахуцзин
Хуахуцзин (кит. трад. 化胡經, упр. 化胡经, пиньинь Huàhújīng) — даосский трактат, название которого переводится как Канон обращения варваров. Содержание трактата — о том как Лао Цзы пришёл в Индию и обратил буддистов в своё учение. Трактат был написан Ван Фу (王浮) принадлежащему к школе Небесных Наставников около 300 года, трактат не сохранился в полном виде, хотя имеется немало выдержек и ссылок на него, и есть частичная версия.
Текст многократно использовался в полемике между даосами и буддистами, особенно в V—VII веках и при монгольских властителях XIII века.

## История трактата

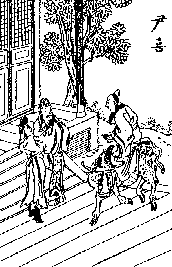
Лао-цзы встречается с Инь Си

Трактат создал Ван Фу после поражения в диспуте с буддистами. Буддисты в Индии мастерски владели искусством ведения диспутов, а в практику монастырей входят регулярные упраженния в ведении дискуссий, поэтому шансы даосов выиграть в полемике были всегда низкими. Целью трактата было показать что буддизм происходит от даосизма и Будда приобрёл своё учение от Лао-цзы (или был одним и тем же лицом). Трактат опирался на биографию Лао-цзы в Исторических записках Сыма Цяня, в котором указывается, что Лао-цзы отправился на Запад через заставу Лоугуань, подготовив Даодэцзин по просьбе Инь Си. Далее используется доклад императору от придворного чиновника 165 года, в котором говорится, что Лао-цзы направился дальше в «страну варваров» и стал там Буддой. В результате император издал указ о почитании и Будды и Лао-цзы как святых. В III веке появились истории о том как Лао-цзы в Индии обратил в свою веру царя и написал сутры. Эта теория позволяла даосам пользоваться буддийскими сочинениями, а буддистам распространять своё учение, как естественное для Китая. Кроме того в то время философские термины буддизма переводились аналогичными словами из даосской традиции (в более позднем китайском буддизме стали использоваться транслитерации с санскрита, а не оригинальные китайские слова).
Появление текста Ван Фу из одного свитка изменило ситуацию. Хуахуцзин стал использоваться для принижения буддизма и конфронтации.
Расширенная версия трактата относится к VI веку и относится к школе Северных Небесных Наставников. Полное название текста VI века — Taishang lingbao Laozi huahu miaojing (太上靈寶老子化胡妙經). Текст сначала вырос до двух свитков, а к 700 году — до десяти. Туда же была включена биография матушки Ли (матери Лао-цзы) и Инь Си, говорилось также как Лао-цзы вошёл через рот индийской царицы и родился в виде Будды. В истории про Инь Си говорится, как он сопровождал Лао-цзы и аналогичным способом переродился в виде Будды.
Теория обращения варваров делала также упор на дикость индийских и среднеазиатских народов и на просветительную миссию Лао-цзы как универсального божества.
Первоначально (в V—VI веке) буддисты атаковали Хуахуцзин как абсурдное и нелогичное сочинение, выявляя в нём ошибки, несоответствия, противоречия и анахронизмы. Потом появилась другая теория, переворачивающая содержание Хуахуцзина в обратную сторону — будто Лао-цзы был учеником или аватаром Будды и отвечал за распространение буддизма в китайской среде. И ещё дальше, что Конфуций и Янь Хой были бодхисаттвами и распространяли конфуцианство как форму буддизма; да и мифологические предки Фу Си и Нюйва также были древними буддами и бодхисаттвами.
В V—VI веке вокруг Хуахуцзина разворачивались многочисленные дискуссии при дворах императоров, результатом которых была императорская поддержка той или иной религии. Дважды в 668 и 705 годах на Хуахуцзин накладывался запрет, однако трактат смог выжить и упоминается в сунскую эпоху.
Трактат использовался во время дискуссий при дворе монгольских ханов ещё до занятия ими Китая. Во время этих дискуссий даосы потерпели сокрушительные поражения.
Хан Хубилай, несколькими указами постановил уничтожить этот текст, подтвердив вердикт, когда занял китайский трон.
Часть глав 1,2,8,10 Хуахуцзина были обнаружены в пещерах Могао около Дуньхуана, исследователь находок Люй И (1997) датировал его концом IV или началом V веков.

### Даосско-буддийские дебаты при монгольских ханах
На дебатах, которые императоры регулярно устраивали между даосскими и буддийскими учёными, даосы использовали Хуахуцзин как важнейший аргумент, утверждающий, что «Лао-цзы, покидая Китай через пограничную заставу, отправился на запад в Индию, где и стал Буддой или посвятил Будду, и поэтому буддизм есть не что иное, как ответвление даосизма». В 1255 году при хане Монке прошли дебаты, в которых кашмирский монах Намо победил даосов. Наиболее известны дебаты, следующие которые организовывал хан Хубилай в 1258 году по поручению хана Монке. С буддийской стороны в дебатах участвовал Пагба-лама (школа Сакья). Буддисты одержали внушительную победу. Хубилай приказал уничтожить текст, а 17 даосов высокого ранга, принимавших участие в дебатах, вынудил принять буддизм. Потом, заняв китайский трон и возглавив новую династию Юань, дополнительно издавал указы по уничтожению этого текста и всех связанных с ним сочинений.

## Содержание
Текст затрагивает философское понимание дао как невыразимую словами универсальность, описывает всепроникающие принципы и особенности пути Дао, касается принципов медицины, даосской медитации, геомантии фэншуй и ицзина.

## Переводы
Брайан Уолкер (Brian Walker} и даосский священнослужитель Хуачин Ни перевели этот текст частично на английский язык. Перевод Брайана короткий и выполнен в стиле поэтических переводов даодэцзина. Перевод Хуачин Ни более развёрнут, и выполнен в форме диалога между молодым принцем и опытным даосом.